# Louis-Olivier Taillon
Louis-Olivier Taillon, né le 26 septembre 1840 à Terrebonne et mort le 25 avril 1923 à Montréal, est un avocat et homme politique québécois, premier ministre du Québec du 25 au 29 janvier 1887, puis de nouveau, du 16 décembre 1892 au 11 mai 1896.
Membre du Parti conservateur du Québec, il est député à l'Assemblée législative du Québec de Montréal-Est de 1875 à 1886, député de Montcalm de 1886 à 1890, et député de Chambly de 1892 à 1896.

## Biographie

### Carrière politique

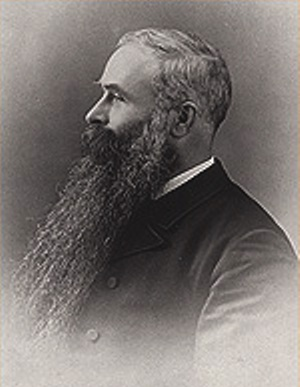
Louis-Olivier Taillon

Son premier mandat ne dure que quatre jours, du 25 au 29 janvier 1887. Ce mandat arrive à la fin du gouvernement conservateur de son prédécesseur John Jones Ross, où il détient le poste de procureur général. Il dirige également le gouvernement à l'Assemblée législative car Ross ne peut y siéger, étant membre du Conseil législatif. Ross a perdu les élections générales de 1886, mais tente de s'accrocher au pouvoir avec un gouvernement minoritaire pour quelques mois de plus.
Taillon est chef de l'opposition de 1887 à 1890, quand il perd l'élection de 1890 ainsi que son propre siège.
Il est bâtonnier du Québec de 1892 à 1893.
Il retourne brièvement à la pratique du droit, mais après que le premier ministre libéral Honoré Mercier ait été démis de ses fonctions par le lieutenant-gouverneur du Québec, Taillon devient ministre sans portefeuille dans le gouvernement de Charles-Eugène Boucher de Boucherville. Comme sous John Jones Ross, il est à la tête du gouvernement à l'Assemblée législative, car de Boucherville est membre du Conseil législatif. Taillon devient premier ministre lorsque Boucher de Boucherville démissionne.
Il démissionne en 1896 et fait le saut en politique fédérale pour servir en tant que ministre des Postes dans le très éphémère gouvernement conservateur de Charles Tupper, de mai à juillet 1896. Il ne parvient pas à remporter un siège à la Chambre des communes aux élections de 1896, et échoue encore une fois en 1900, mettant ainsi fin à sa carrière politique. En 1916, il est fait chevalier. Il meurt à Montréal en 1923. Il est enterré au cimetière Notre-Dame-des-Neiges, à Montréal.

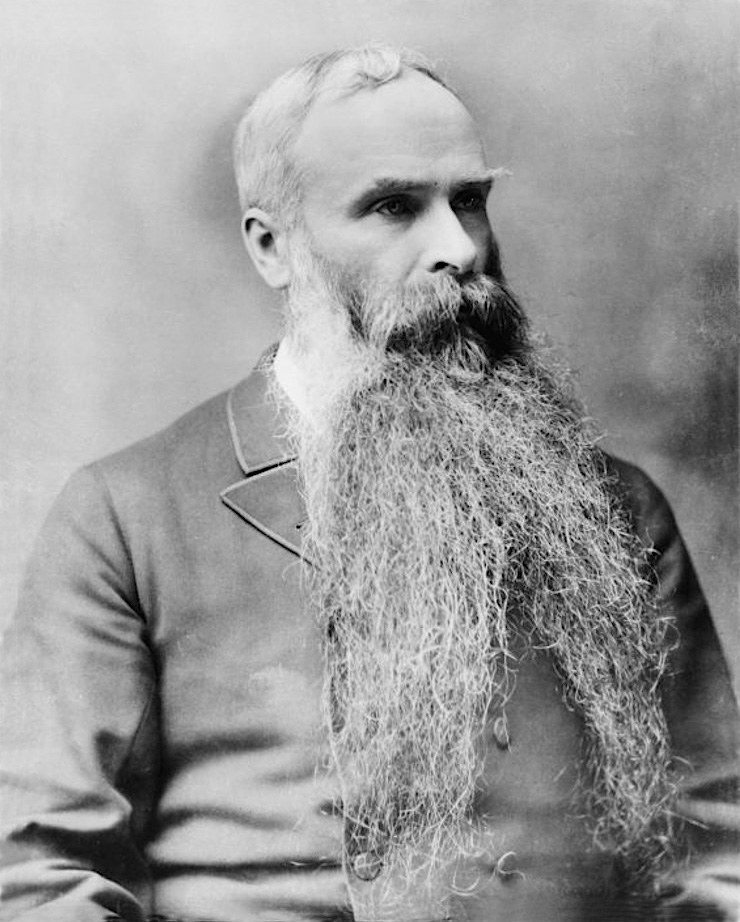
Louis-Olivier Taillon, vers 1900.

## Résultats électoraux provinciaux

### Résultats électoraux de Louis-Olivier Taillon
|       | Nom                   | Parti        | Nombre de voix | %      | Maj. |
| ----- | --------------------- | ------------ | -------------- | ------ | ---- |
|       | Louis-Olivier Taillon | Conservateur | 3 068          | 53,1 % | 357  |
|       | Joseph Duhamel        | Libéral      | 2 711          | 46,9 % | -    |
| Total | Total                 | Total        | 5 779          | 100 %  |      |

|       | Nom                             | Parti        | Nombre de voix | %      | Maj. |
| ----- | ------------------------------- | ------------ | -------------- | ------ | ---- |
|       | Louis-Olivier Taillon (sortant) | Conservateur | 3 924          | 50,8 % | 130  |
|       | Jacques Grenier                 | Libéral      | 3 794          | 49,2 % | -    |
| Total | Total                           | Total        | 7 718          | 100 %  |      |

|       | Nom                             | Parti        | Nombre de voix | %      | Maj. |
| ----- | ------------------------------- | ------------ | -------------- | ------ | ---- |
|       | Louis-Olivier Taillon (sortant) | Conservateur | 3 924          | 50,8 % | 130  |
|       | Joseph-Xavier Perrault          | Libéral      | 3 794          | 49,2 % | -    |
| Total | Total                           | Total        | 7 718          | 100 %  |      |

|       | Nom                             | Parti        | Nombre de voix    | %                 | Maj.              |
| ----- | ------------------------------- | ------------ | ----------------- | ----------------- | ----------------- |
|       | Louis-Olivier Taillon (sortant) | Conservateur | (sans opposition) | (sans opposition) | (sans opposition) |
| Total | Total                           | Total        | -                 | -                 |                   |

|       | Nom                             | Parti        | Nombre de voix | %      | Maj. |
| ----- | ------------------------------- | ------------ | -------------- | ------ | ---- |
|       | Laurent-Olivier David           | Libéral      | 3 056          | 36,6 % | 186  |
|       | Louis-Olivier Taillon (sortant) | Conservateur | 2 870          | 34,4 % | -    |
|       | Adélard Gravel                  | National     | 2 428          | 29,1 % | -    |
| Total | Total                           | Total        | 8 354          | 100 %  |      |

|       | Nom                   | Parti        | Nombre de voix | %      | Maj. |
| ----- | --------------------- | ------------ | -------------- | ------ | ---- |
|       | Louis-Olivier Taillon | Conservateur | 1 243          | 64,8 % | 567  |
|       | J.-E. Écrément        | National     | 676            | 35,2 % | -    |
| Total | Total                 | Total        | 1 919          | 100 %  |      |

|       | Nom                    | Parti        | Nombre de voix | %      | Maj. |
| ----- | ---------------------- | ------------ | -------------- | ------ | ---- |
|       | Arthur Boyer (sortant) | Libéral      | 1 290          | 54,2 % | 202  |
|       | Louis-Olivier Taillon  | Conservateur | 1 088          | 45,8 % | -    |
| Total | Total                  | Total        | 2 378          | 100 %  |      |

|       | Nom                         | Parti        | Nombre de voix | %      | Maj. |
| ----- | --------------------------- | ------------ | -------------- | ------ | ---- |
|       | Louis-Olivier Taillon       | Conservateur | 1 246          | 53,5 % | 164  |
|       | Antoine Rocheleau (sortant) | Libéral      | 1 082          | 46,5 % | -    |
| Total | Total                       | Total        | 2 328          | 100 %  |      |

|       | Nom                             | Parti        | Nombre de voix    | %                 | Maj.              |
| ----- | ------------------------------- | ------------ | ----------------- | ----------------- | ----------------- |
|       | Louis-Olivier Taillon (sortant) | Conservateur | (sans opposition) | (sans opposition) | (sans opposition) |
| Total | Total                           | Total        | -                 | -                 |                   |

### Résultats électoraux du Parti conservateur du Québec sous Taillon
| Partis | Partis                   | Chef                     | Candidats | Sièges | Sièges | Voix    | Voix   | Voix    |
| Partis | Partis                   | Chef                     | Candidats | 1886   | Élus   | Nb      | %      | +/-     |
| --- | ------------------------ | ------------------------ | --------- | ------ | ------ | ------- | ------ | ------- |
| | Libéral                  | Honoré Mercier           | 62        | 33     | 43     | 70 345  | 44,5 % | +4,96 % |
| | Conservateur             | Louis-Olivier Taillon    | 61        | 26     | 23     | 71 695  | 45,4 % | -0,79 % |
| | National                 |                          | 7         | 3      | 5      | 9 265   | 5,9 %  | +0,66 % |
| | Ouvrier                  |                          | 1         | 0      | 1      | 1 958   | 1,2 %  | -2,02 % |
| | Conservateur indépendant | Conservateur indépendant | 2         | 3      | 1      | 1 683   | 1,1 %  | -4,11 % |
| | Libéral indépendant      | Libéral indépendant      | 6         | -      | -      | 2 982   | 1,9 %  | +1,31 % |
| Total | Total                    | Total                    | 139       | 65     | 73     | 157 928 | 100 %  |         |
| Le taux de participation lors de l'élection était de 67,3 % et 2 008 bulletins ont été rejetés. Il y avait 278 607 personnes inscrites sur la liste électorale pour l'élection, toutefois seules 237 740 personnes avaient plus d'un candidat dans leur district. |                          |                          |           |        |        |         |        |         |

## Honneurs
La circonscription électorale de Taillon, créée en 1965, a été nommée en son honneur. De même, la mémoire de cet homme est indirectement honorée dans le nom de Saint-Henri-de-Taillon, formé en partie d'après celui de l'ancien canton de Taillon. Enfin, la rue Taillon à Québec a été nommée en son honneur.